# Liga pentru Apărarea Drepturilor Omului
Liga pentru Apărarea Drepturilor Omului (LADO) este o organizație neguvernamentală, nonprofit din România.
Scopul organizatiei este acela de a apăra prin toate mijloacele legale drepturile civile, politice, economice, sociale ale cetățenilor români, precum și promovarea drepturilor si libertatilor fundamentale.
LADO a fost activă mai ales în primii ani după Revoluția Română din 1989 publicând o serie de materiale de popularizare cu privire la drepturile omului